# Zenzi
Zenzi by Realfood var en norsk snabbmatskedja. Kedjan gick i konkurs 2009.
Snabbmatskedjan grundades av kockarna Rune Pal och Øystein Reinsborg.
Zenzi by Realfood var ett gourmetmatkoncept som levererade snabbmat och catering. Maten tillagades samma dag som den levererades. Zenzi använde i största möjliga utsträckning ekologiska råvaror. Produkterna innehöll inga onaturliga tillsatser eller raffinerat socker, transfetter eller vitt mjöl.

## Värderingar
Zenzi stödde rättvisemärkt handel och att värna om miljön. Några av råvarorna importerades från Colombia.